# Крунуберг (округ)
Округ Крунуберг (швед. Kronobergs län) је округ у Шведској, у јужном делу државе. Седиште округа је град Векше.
Округ је основан 1674. године.

## Положај округа
Округ Крунуберг се налази у јужном делу Шведске. Њега окружују:
- са севера: Округ Јенћепинг,
- са истока: Округ Калмар,
- са југа: Округ Блекинге,
- са југозапада: Округ Сконе,
- са запада: Округ Халанд.

## Природне одлике
Рељеф: У округу Крунуберг преовлађују нижа подручја, до 300 метара надморске висине. Тло је брежуљкасто до брдско. 
Клима: У округу Крунуберг влада Континентална клима.
Воде: Крунуберг је унутаркопнени округ у Шведској. Међутим, у оквиру округа постоји низ ледничких језера, од којих су значајна и велика Оснен и Болмен. Најважнији водоток је река Лаган.

## Историја
Подручје данашњег округа махом покрива југозападну трећину историјске области Смоланд.
Данашњи округ основан је 1674. године, да би већ 1687. из њега издвојен округ Јенћепинг. Од тада је округ у данашњим границама.

## Становништво
По подацима 2011. године у округу Крунуберг живело је преко 180 хиљада становника. Последњих година број становника стагнира.
Густина насељености у округу је око 22 становника/км², што је готово исто као државни просек (23 ст./км²).

## Општине и градови
Округ Крунуберг има 8 општина. Општине су:
| - Алвеста - Векше - Елмхулт - Јунгби | - Лесебо - Маркарид - Тингсрид - Упвидинге |

Градови (тачније „урбана подручја") са више од 5.000 становника:
- Векше - 61.000 становника.
- Јунгби - 15.000 становника.
- Елмхулт - 9.000 становника.
- Алвеста - 8.000 становника.